# Primera categoria del Campionat de Catalunya de futbol 1914-1915
Resultats de la lliga de Primera categoria del Campionat de Catalunya de futbol 1914-1915.

## Sistema de competició
El campionat va ser disputat en un grup únic de 10 equips. Hi participaren els 11 clubs de la temporada anterior, excepte Polo i Numància, que cessaren la seva activitat, i ascendint el Centre d'Sports Sabadell, campió de la segona categoria.
Inicialment el campionat s'havia de disputar a doble volta amb partits d'anada i tornada. La primera jornada estava programada pel dia 18-10-1914 però la pluja obligà a suspendre tots els partits. En el moment de la suspensió els resultats eren: Barcelona - Avenç (2-0), Universitari - Espanya (1-1), Badalona - Català (el Català arribà tard) i Espanyol - Sabadell (0-1). La Federació decidí anul·lar aquests partits i repetir la jornada. Pel que fa al campionat es decidí que es disputés a una sola volta en camp neutral.

## Classificació final
| Pos | Equip            | PJ | PG | PE | PP | GF | GC | DG  | Pts | Classificació |
| --- | ---------------- | -- | -- | -- | -- | -- | -- | --- | --- | ------------- |
| 1   | RCD Espanyol (C) | 9  | 8  | 0  | 1  | 38 | 5  | +33 | 16  | Campió        |
| 2   | FC Barcelona     | 9  | 8  | 0  | 1  | 24 | 6  | +18 | 16  |               |
| 3   | FC Espanya       | 9  | 7  | 0  | 2  | 21 | 5  | +16 | 14  |               |
| 4   | Universitary SC  | 9  | 5  | 1  | 3  | 26 | 11 | +15 | 11  |               |
| 5   | CS Sabadell      | 9  | 5  | 0  | 4  | 16 | 10 | +6  | 10  |               |
| 6   | FC Badalona      | 9  | 4  | 0  | 5  | 24 | 16 | +8  | 8   |               |
| 7   | FC Internacional | 9  | 2  | 1  | 6  | 11 | 24 | −13 | 7   | (+2)          |
| 8   | Avenç de l'Sport | 9  | 2  | 0  | 7  | 7  | 17 | −10 | 4   |               |
| 9   | FC T.B.H.        | 9  | 2  | 0  | 7  | 10 | 21 | −11 | 4   | (Nota)        |
| 10  | Català SC (R)    | 9  | 1  | 0  | 8  | 4  | 66 | −62 | 0   | Descens (-2)  |

Al final del campionat van arribar empatats a punts el RCD Espanyol i el FC Barcelona. Es proclamà campió l'Espanyol després d'un partit de desempat.
| RCD Espanyol                                       | 4-0 | FC Barcelona |
| -------------------------------------------------- | --- | ------------ |
| López 10' · López 15' · Tormo 17' · Tormo 2a part' |     |              |

Dues jornades abans d'acabar el campionat, el T.B.H. (que vestia de color groc) es dissolgué, i la majoria dels seus jugadors ingressaren al Català SC. El Català va perdre la categoria com a darrer classificat.

## Resultats
| Jornada | Data       | Camp                   | Local - Visitant              | Resultat |
| ------- | ---------- | ---------------------- | ----------------------------- | -------- |
| 1       | 25-10-1914 | camp del Sabadell      | Barcelona - Avenç de l'S.     | 3-1      |
| 1       | 25-10-1914 | camp del Barcelona     | Universitari - Espanya        | 2-1      |
| 1       | 25-10-1914 | camp de l'Universitari | Internacional - T.B.H.        | 2-0      |
| 1       | 25-10-1914 | camp de l'Espanya      | Badalona - Català             | 8-1      |
| 1       | 25-10-1914 | camp de l'Avenç        | Espanyol - Sabadell           | 2-0      |
| 2       | 08-11-1914 | camp de l'Espanyol     | Barcelona - Sabadell          | 4-0      |
| 2       | 08-11-1914 | camp del Barcelona     | Espanya - Espanyol            | 1-0      |
| 2       | 08-11-1914 | camp del Badalona      | Universitari - Català         | 12-0     |
| 2       | 15-11-1914 | camp de l'Avenç        | Avenç de l'S. - T.B.H.        | 0-3      |
| 2       | 08-11-1914 | camp del Sabadell      | Badalona - Internacional      | 5-4      |
| 3       | 29-11-1914 | camp de l'Espanyol     | Universitari -Barcelona       | 0-1      |
| 3       | 29-11-1914 | camp del Sabadell      | Espanya - T.B.H.              | 4-0      |
| 3       | 29-11-1914 | camp del Barcelona     | Internacional - Avenç de l'S. | 0-3      |
| 3       | 29-11-1914 | camp de l'Universitari | Espanyol - Català             | 15-0     |
| 3       | 29-11-1914 | camp de l'Espanya      | Sabadell - Badalona           | 2-0      |
| 4       | 13-12-1914 | camp de l'Espanya      | Espanyol - Barcelona          | 2-1      |
| 4       | 13-12-1914 | camp de l'Avenç        | Universitari - T.B.H.         | 3-1      |
| 4       | 13-12-1914 | camp de l'Universitari | Internacional - Sabadell      | 1-0      |
| 4       | 13-12-1914 | camp del Barcelona     | Espanya - Badalona            | 1-0      |
| 4       | 13-12-1914 | camp del Sabadell      | Avenç de l'S. - Català        | (n/d)    |
| 5       | 20-12-1914 | camp de l'Universitari | Barcelona - Català            | 7-0      |
| 5       | 20-12-1914 | camp de l'Espanya      | Avenç de l'S. - Sabadell      | 0-1      |
| 5       | 20-12-1914 | camp del Català        | Espanyol - T.B.H.             | 3-0      |
| 5       | 20-12-1914 | camp de l'Espanyol     | Universitari - Badalona       | 2-1      |
| 5       | 20-12-1914 | camp del Barcelona     | Internacional - Espanya       | 0-2      |
| 6       | 10-01-1915 | camp de l'Espanya      | Barcelona - T.B.H.            | 3-0      |
| 6       | 10-01-1915 | camp del Badalona      | Espanya - Avenç de l'S.       | 3-1      |
| 6       | 10-01-1915 | camp del Barcelona     | Universitari - Internacional  | 1-1      |
| 6       | 28-02-1915 | camp del Barcelona     | Badalona - Espanyol           | 1-5      |
| 6       | 10-01-1915 | camp de l'Universitari | Sabadell - Català             | 12-0     |
| 7       | 17-01-1915 | camp del Barcelona     | Espanya - Sabadell            | 3-0      |
| 7       | 17-01-1915 | camp de l'Espanya      | Espanyol - Internacional      | 7-0      |
| 7       | 17-01-1915 | camp del Sabadell      | Universitari - Avenç de l'S.  | 4-1      |
| 7       | 17-01-1915 | camp de l'Avenç        | Català - T.B.H.               | 0-6      |
| 7       | 17-01-1915 | camp de l'Espanyol     | Badalona - Barcelona          | (n/p)    |
| 8       | 14-02-1915 | camp de l'Espanya      | Barcelona - Internacional     | 3-2      |
| 8       | 14-02-1915 | camp de l'Espanyol     | Universitari - Sabadell       | 0-1      |
| 8       | 14-02-1915 | camp de l'Universitari | Català - Espanya              | 0-5      |
| 8       | 14-02-1915 | camp del Barcelona     | Badalona - T.B.H.             | 6-0      |
| 8       | 14-02-1915 | camp del Sabadell      | Espanyol - Avenç de l'S.      | (n/p)    |
| 9       | 21-02-1915 | camp de l'Espanyol     | Barcelona - Espanya           | 2-1      |
| 9       | 21-02-1915 | camp de l'Espanya      | Universitari - Espanyol       | 2-4      |
| 9       | 21-02-1915 | camp del Barcelona     | Català - Internacional        | 3-1      |
| 9       | 14-03-1915 | camp de l'Espanya      | Badalona - Avenç de l'S.      | 3-1      |
| 9       | 21-02-1915 | camp de l'Avenç        | Sabadell - T.B.H.             | (n/d)    |
|         |            |                        |                               |          |

## Golejadors
| Gols |                   |                 |
| ---- | ----------------- | --------------- |
| 7    | Josep Maria Tormo | RCD Espanyol    |
| 6    | Josep Segarra     | FC Barcelona    |
| 5    | Armet Pacan       | RCD Espanyol    |
| 4    | Gabriel Bau       | FC Barcelona    |
| 4    | Juanito López     | RCD Espanyol    |
| 3    | Paulino Alcántara | FC Barcelona    |
| 3    | Armet Kinké       | Universitary SC |
| 3    | Felip Janer       | RCD Espanyol    |
| 3    | Antoni Baró       | FC Espanya      |
| 3    | Mario Passani     | FC Espanya      |
|      |                   |                 |

Notes
- Segons la premsa de l'època que es consulti els golejadors poden variar i en alguns casos poden no ser esmentats, per la qual cosa la classificació pot contenir errors.

## Copa Barcelona
La Federació Catalana de Clubs de Futbol decidí aquesta temporada la creació de la Copa Barcelona, que disputarien els primers equips dels clubs que havien guanyat el Campionat de Catalunya en edicions anteriors, és a dir, Barcelona, Espanyol i Espanya, en una lligueta a doble volta. Cadascun d'aquests equips podia reforçar-se amb sis jugadors d'altres clubs federats.
La segona volta s'havia de disputar els dies 27 de juny i 4 i 11 de juliol, però el FC Espanya va rebre un càstig de la Federació Catalana i la segona volta es cancel·là, atorgant el títol al RCD Espanyol.
| Pos | Equip            | PJ | PG | PE | PP | GF | GC | DG | Pts | Classificació |
| --- | ---------------- | -- | -- | -- | -- | -- | -- | -- | --- | ------------- |
| 1   | RCD Espanyol (C) | 2  | 2  | 0  | 0  | 6  | 1  | +5 | 4   | Campió        |
| 2   | FC Espanya       | 2  | 1  | 0  | 1  | 3  | 5  | −2 | 2   |               |
| 3   | FC Barcelona     | 2  | 0  | 0  | 2  | 2  | 5  | −3 | 0   |               |

| FC Barcelona | 1-3    | FC Espanya                    |
| ------------ | ------ | ----------------------------- |
| Segarra      | [ 32 ] | C. Salvo · M. Passani · Raich |

| FC Espanya | 0-4    | RCD Espanyol                            |
| ---------- | ------ | --------------------------------------- |
|            | [ 33 ] | Monistrol · Armet Kinké · López · López |

| RCD Espanyol              | 2-1    | FC Barcelona |
| ------------------------- | ------ | ------------ |
| Armet Kinké · Armet Kinké | [ 34 ] | Alcántara    |